# فرنسيس بلاكويل ماير
فرنسيس بلاكويل ماير (بالإنجليزية: Francis Blackwell Mayer)‏ هو رسام أمريكي، ولد في 27 ديسمبر 1827 في بالتيمور في الولايات المتحدة، وتوفي في 5 ديسمبر 1899 في أنابولس في الولايات المتحدة.